# Hans Kirchsteiger
Hans Kirchsteiger (* 21. Oktober 1852 in Eberschwang, Oberösterreich; † 5. Mai 1932 in Aigen (Salzburg)) war ein österreichischer Priester und Schriftsteller.

## Leben
Hans Kirchsteiger stammte aus einfachen Verhältnissen; sein Vater war Zimmermann. Hans Kirchsteiger besuchte das Gymnasium in Linz und begann nach bestandener Matura ein Studium der Philosophie an der Universität Wien. Er wechselte zur katholischen Theologie und empfing 1877 in Linz die Priesterweihe. In den folgenden beiden Jahrzehnten wirkte er als Kaplan in verschiedenen österreichischen Gemeinden, darunter fünf Jahre in Waldneukirchen. Obwohl sich Kirchsteiger in den von ihm betreuten Gemeinden großer Beliebtheit erfreute, wurde ihm von seinem Vorgesetzten, dem Linzer Bischof Doppelbauer, eine eigene Pfarrstelle verweigert. Die Situation spitzte sich 1898 zu, als Kirchsteiger sich vor dem Landesgericht Wien wegen angeblich wiederholten sexuellen Missbrauchs, begangen an Schulmädchen („Schändung“) zu verantworten hatte. Kirchsteiger wurde in einem Gefängniskrankenhaus ärztlich untersucht und für chronisch geisteskrank erklärt; die Diagnose lautete auf Verfolgungs- und Größenwahn. Im August 1898 wurde er auf Betreiben der Kirchenleitung in die Landesirrenanstalt Niedernhart eingewiesen, aus der ihm jedoch im November die Flucht gelang. Er ging nach Deutschland, wo ihm von Gutachtern seine geistige Gesundheit bescheinigt wurde.
Hans Kirchsteiger konnte später nach Österreich zurückkehren. Er wurde von der Katholischen Kirche von seinem Amt als Priester suspendiert und lebte als freier Schriftsteller in Salzburg. Zu dieser Zeit wandelte Kirchsteiger sich zum Unterstützer der österreichischen „Los-von-Rom-Bewegung“ und sympathisierte mit der Altkatholischen Kirche, aber auch mit dem Antiklerikalismus der Sozialdemokratie. Besonders bekannt wurde er durch das von ihm geschaffene Instrument der „Salzburger (Gottes)-Ehe“, einer von ihm persönlich in zahlreichen Fällen vollzogenen und von der Amtskirche missbilligten Segnung des Eheversprechens bei der Wiederverheiratung von geschiedenen Katholiken.
Da Kirchsteiger von der Pension, die ihm die katholische Kirche – der er bis zu seinem Tode angehörte – als ehemaligem Kaplan zahlte, nicht leben konnte, versuchte er, seinen Lebensunterhalt mit dem Verfassen literarischer Werke aufzubessern. Mit seinen kirchenkritischen Romanen erzielte er einige Erfolge bei der Leserschaft; von seinem Erstling Das Beichtsiegel erschienen bis 1924 35 Auflagen.

## Werke
- Das Beichtsiegel, Wien [u. a.]
  - 1 (1905)
  - 2 (1905)
- Die Katakomben zu Salzburg, Salzburg
  - 1 (1906)
  - 2 (1906)
- Das Schulfest, Salzburg 1906
- Weltpriester, Wien [u. a.] 1906
- Der Primas von Deutschland, Wien 1908
- Der Beichtvater, Berlin 1910
- Einen Tag bei Gott, Salzburg 1910
- Wie heißt das sechste Gebot?, Berlin 1912
- Der tote Teufel, Leipzig [u. a.] 1920
- Aus der Hölle, Wien [u. a.] 1922
- Der eiserne Paragraph, Leipzig [u. a.] 1923
- Der morsche Beichtstuhl, Wien 1928